# Château de Villiers (Poissy)
Pour les articles homonymes, voir Château de Villiers et Villiers.
Le château  de Villiers est situé dans la commune de Poissy, dans le département des Yvelines, au 13 avenue du Bon Roi Saint-Louis sur le lieu-dit du Parc de Villard, à l'ouest du parc Meissonier.
De style néo-Louis XIII et construit dans les années 1860, il sert successivement de demeure bourgeoise aux familles Hély d'Oissel puis Ségur, de centre de loisirs pour les Établissements Kuhlmann et enfin de bâtiment municipal accueillant des événements publics ou privés.

## Historique

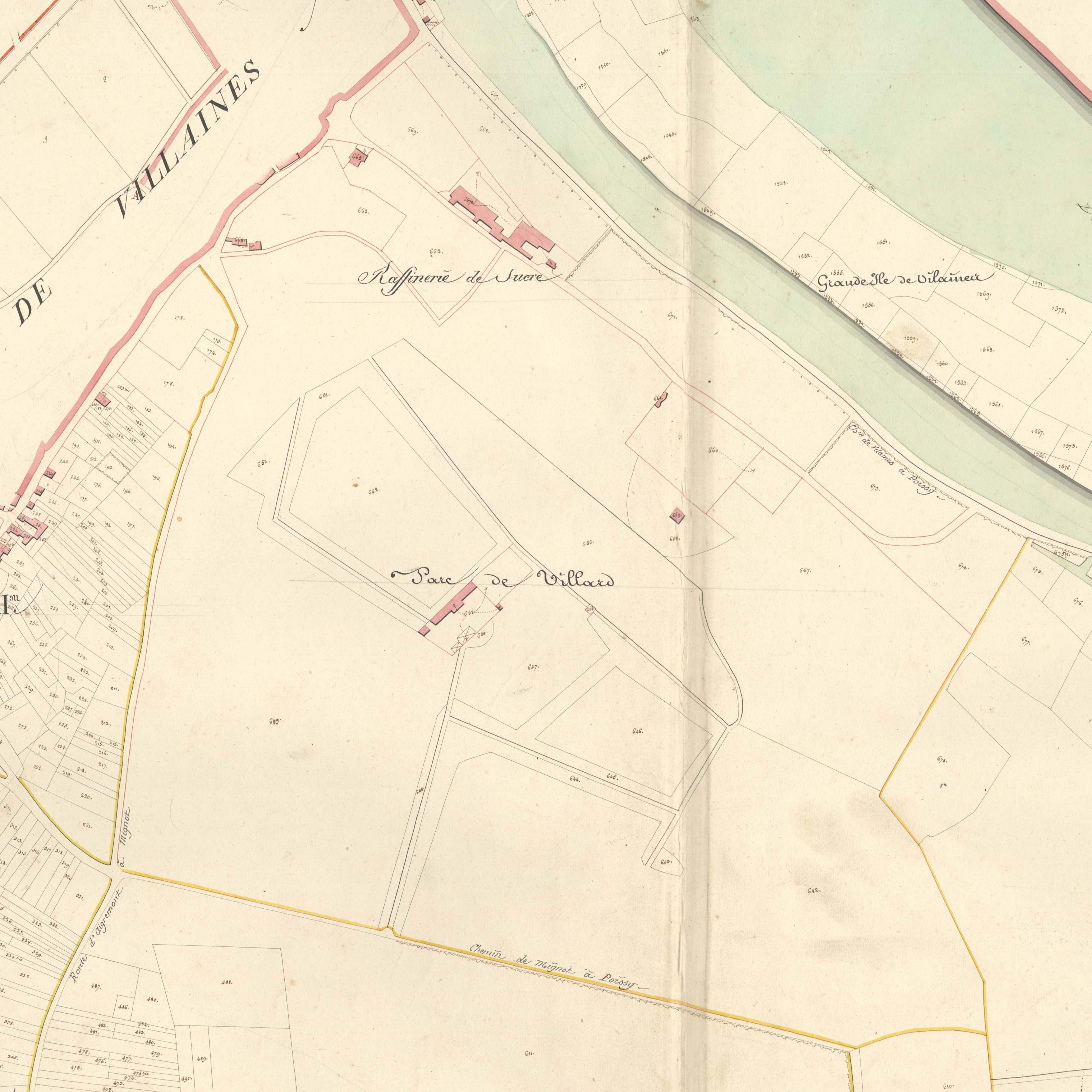
Emprise du lieu-dit du « Parc de Villard » en 1821 sur le cadastre de Poissy, la parcelle annotée du numéro 669 atteste d'un bâtiment préexistant à l'endroit du château de Villiers.

Les cartes géographiques du XVIIIe siècle montrent l'existence d'une construction sur le fief de Villiers, à l'emplacement du château actuel. Selon la tradition un pavillon de chasse se dressait en ces lieux. 
L'actuel château fut construit lors des années 1860 pour le baron Léonce Hély d'Oissel (1803-1883), maître des requêtes au Conseil d'État, banquier, maire de Poissy et son fils Frédéric.  
Puis il passa dans la famille de Ségur, par le mariage de sa fille le 2 juillet 1877 à Paris, Thérèse Jeanne Augustine Hély d'Oissel (1857-1935) avec Pierre Marie Maurice Henry de Ségur (1853-1916), historien ; de cette union naquit un fils Victor Henry Gaston de Ségur (1878-1918), marié avec Solange de Mortemart de Rochechouart, époux qui divorcèrent.
Des blessés de la guerre de 1870 furent soignés au château.
Une quinzaine d'années après l’édification du château, l'architecte Théophile Bourgeois  y réalise  la création de communs, et des travaux d'agrandissement et de réfection du château à la demande de Pierre de Ségur et de la fille du baron, plaçant dans la bibliothèque des vitraux avec les armoiries leurs initiales ainsi que dans la salle à manger avec la présence d'un « S » et d'un « HO » sculptés sur les panneaux des boiseries,.
Le domaine est morcelé lors de la vente en 1928. La famille Agache acquiert 25 ha, les Établissements Kuhlmann dont le directeur est Donat Agache, 20 ha avec le château et 7 ha aux époux Savoye qui sont les banquiers et assureurs des premiers. 
Les Établissements Kuhlmann mettent à disposition du personnel et de leurs enfants le château et son parc pour leurs loisirs tandis que la famille Agache érige un manoir de style néo-normand et la famille Savoye, la villa Savoye.
Le château est agrandi d'une aile en 1939 par l'architecte Germain Debré. La  mairie de Poissy l'acquiert en 1976 pour en faire un centre aéré de la ville.
En 2012 le château sert de décor au film Dors mon lapin de Jean-Pierre Mocky.
Seul le parc est ouvert au public. Celui-ci est d'une superficie de 12 ha et comporte une petite ferme avec des animaux. Le château et les communs accueillent des manifestations organisées par la municipalité (expositions, cérémonies), et peuvent être loués pour des réceptions privées. Une tranchée  est creusée en novembre 2014 dans le parc pour le centenaire de la première guerre mondiale et sert de lieu de reconstitution de théâtre de guerre à titre commémoratif  ou comme de lieu de tournage,.

## Architecture

### Extérieur
Le château est composé d'un corps principal encadré par deux corps de bâtiments symétriques, légèrement en saillie. Les bâtiments comportent un sous-sol, un rez-de-chaussée surélevé auquel on accède par un escalier de pierre, un premier étage et des combles mansardés. Le toit mansardé comporte une corniche sculptée de denticules et en son centre, un grand fronton semi-circulaire qui est surhaussé d'un petit fronton triangulaire, qu'encadrent deux œils-de-bœuf. La façade est ornée de deux niches renfermant deux copies de statues de femmes à l'Antique, à gauche la Baigneuse de Étienne Maurice Falconet et à droite la Vénus au bain de Christophe-Gabriel Allegrain.

### Intérieur
À l'intérieur, dans le hall d'entrée se trouve un double escalier surmonté d'une galerie, le tout entièrement en bois. Les plafonds sont garnis de caissons en bois peints. La bibliothèque est également habillée de boiseries. Cette décoration est l'œuvre de Arsène Lemaître (1861-1947), menuisier pisciacais actif de 1889 à 1896.

## Expositions
- « Octave Mirbeau », 30 septembre au 29 octobre 2017.
- « Le Paysage Français 1850-1900 », 12 octobre au 11 novembre 2019.